# ألفارو خوسيه خيمينيز سوتو
ألفارو خوسيه خيمينيز سوتو (بالإسبانية: Álvaro Jiménez)‏ (24 نوفمبر 1974 بأنتيغوا غواتيمالا في غواتيمالا - ) هو لاعب كرة قدم غواتيمالي في مركز الدفاع. شارك مع منتخب غواتيمالا لكرة القدم. أما مع النوادي، فقد لعب مع نادي كوميونيكيشنس ونادي جالابا ‏ وDeportivo Mictlán ‏ ونادي أورورا.

## وصلات خارجية
- ألفارو خوسيه خيمينيز سوتو على موقع قاعدة بيانات كرة القدم.إي يو (الإنجليزية)
- ألفارو خوسيه خيمينيز سوتو على موقع ناشيونال فوتبول تيمز (الإنجليزية)